# Musée des Beaux-Arts d’Orléans
Das Musée des Beaux-Arts d’Orléans (Département Loiret, Region Centre-Val de Loire) wurde 1797 gegründet und ist eines der ältesten französischen Museen der Provinz. Es werden Werke vom 15. bis zum 20. Jahrhundert ausgestellt. Das Museum besitzt eine Sammlung von 2.000 Malereien, 700 Skulpturen, mehr als 1.200 Kunstobjekte, 10.000 Zeichnungen, 50.000 Druckgrafiken. Außerdem besitzt das Museum die zweitgrößte Pastellsammlung nach dem Louvre. Circa 700 Pastelle sind dauerhaft ausgestellt.

## Geschichte

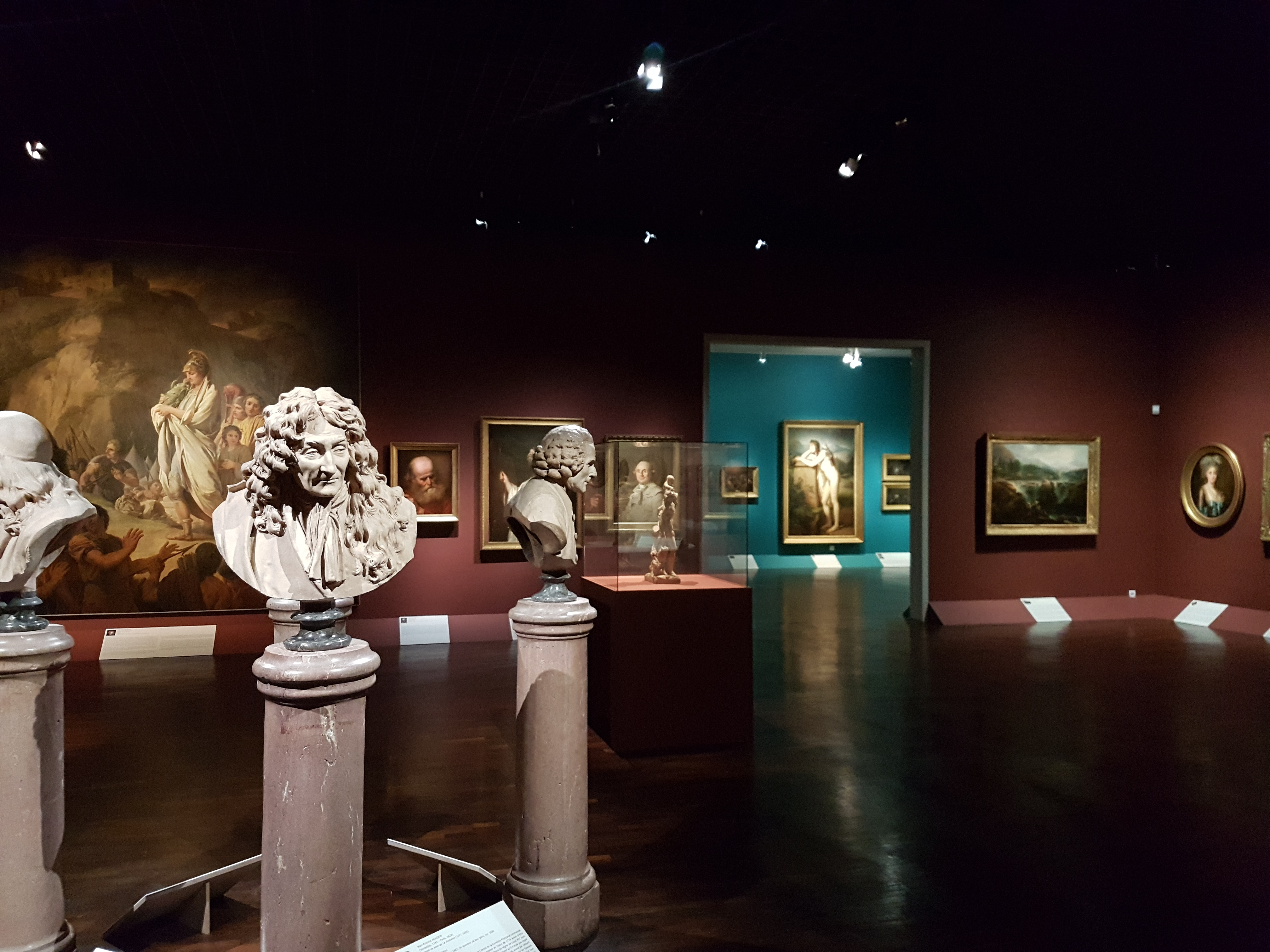
Der Raum, der dem 18. Jahrhundert gewidmet ist.

Das Museum wurde im Jahr der Revolution 1797 auf Initiative von Jean Bardin gegründet. Badin war Direktor der Zeichenschule der Stadt. Eingerichtet wurde es im alten Bischofspalais und zog 1799 in die Kapelle der alten Schule. Im Jahr 1804 wurde das Museum geschlossen und die Sammlung wurde in den botanischen Garten von Orléans gebracht.
Das Museum wurde neu gegründet am 30. Dezember 1823 auf Initiative des Grafen de Rocheplatte, Bürgermeister der Stadt sowie durch den Donator Graf André Gaspard Parfait de Bizemont, der daraufhin zum Direktor wurde. Das Museum wurde im Hôtel des Creneaux untergebracht.

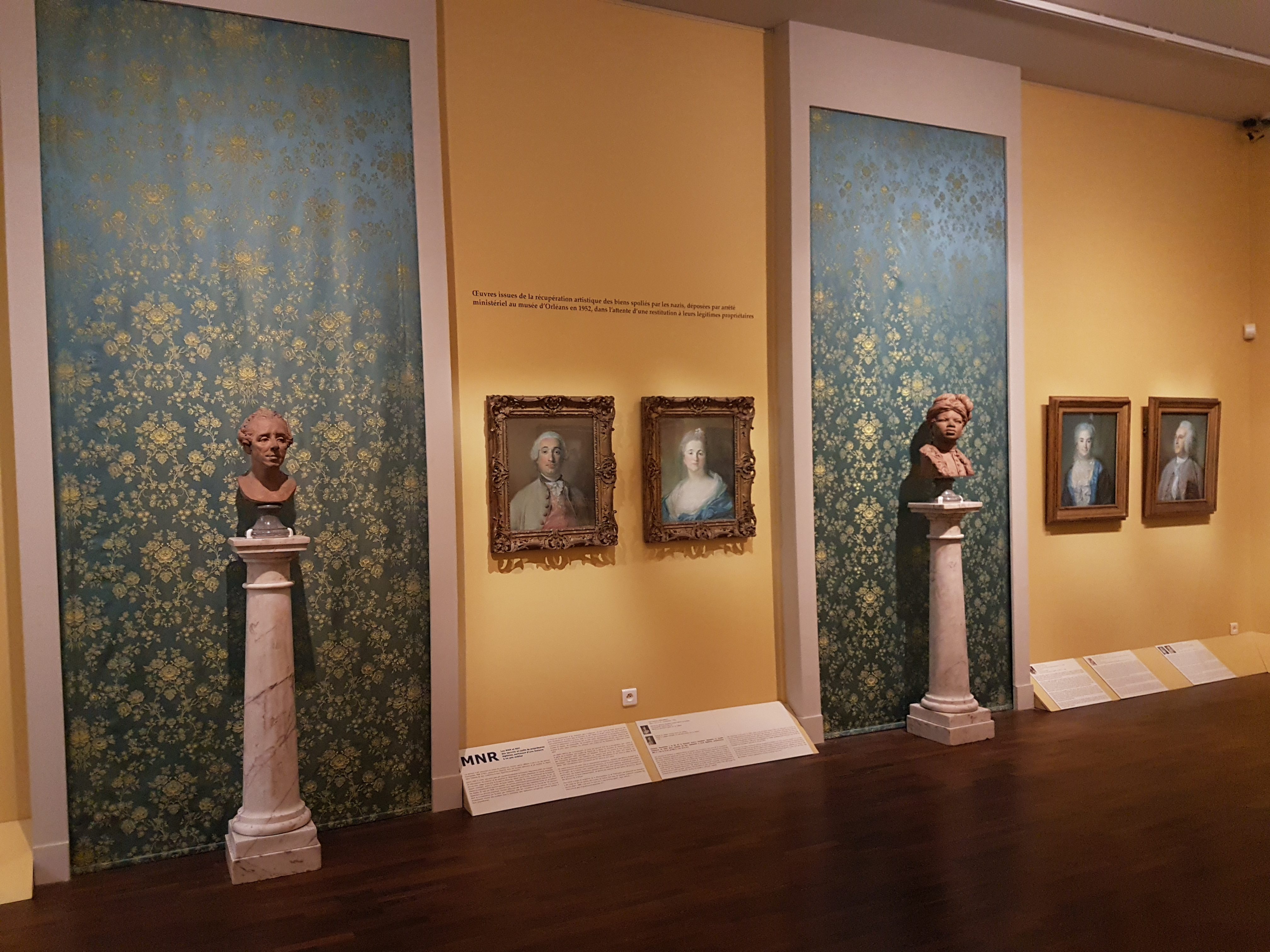
Das Pastellkabinett des 18. Jahrhunderts. Das Museum besitzt eine der bedeutendsten Pastellsammlungen.

Im Jahr 1855 wurden die historischen Bestände von der Kunstsammlung getrennt und ein eigenes historisches und archäologisches Museum wurde gegründet. Letztere wurde im Hôtel Cabu untergebracht. Im Verlauf des 19. Jahrhunderts spendeten viele Sammler ihre Sammlung, etwa Madame de Limay, die Tochter von de Desfriches, der Konservator Eudoxe Marcille, oder Künstler wie Henry de Triqueti oder Léon Cogniet.
In Folge der Schenkung Paul Fourché und der Enge der Räume wurde ein Museum Paul Fourché ausgegründet. Es wurde 1922 gebaut. Der Zweite Weltkrieg verursachte massive Schäden am Museum.
Im Jahr 1984 wurde das Museum in einem eigens dafür von Christian Langlois konstruierten Gebäude untergebracht. Es ist dem neuen Rathaus angegliedert.

## Sammlung

### Malerei
Die Malereisammlung besteht aus Werken vom 15. Jahrhundert bis ins 20. Jahrhundert. Darunter befinden sich Gemälde aller westlichen Schulen und Stile.

#### Italienische und spanische Schule
Die Malerei der Renaissance wird vertreten von Werken von Matteo di Giovanni, Girolamo del Pacchia, Correggio (Maria mit Kind, heiliger Joseph und Johannesknabe, um 1520), Tintoretto (Porträt eines alten bärtigen Mannes, sitzend). Für das 17. und 18. Jahrhundert stehen Werke von Annibale Carracci (Anbetung der Hirten), Antonio de Bellis, Guido Reni (David mit dem Haupt von Goliath, eine weitere Version des berühmten Gemäldes aus dem Louvre Louvre), Diego Vélazquez (Der Apostel Thomas, um 1619–1620, eines von zwei Gemälden von Vélazquez in französischen Sammlungen), Mattia Preti (Heiliger Paul und Heiliger Antonius), Giovanni Francesco Romanelli, Luca Giordano (Der Glaube jagt die Häresie oder die Ignoranz zerstört das Wissen), Giovanni Battista Lama und Sebastiano Ricci.
Die italienischen Gemälde des Musée d’Orléans werden im Gesamtkatalog der Museen der Region Centre im Jahr 1996 publiziert.

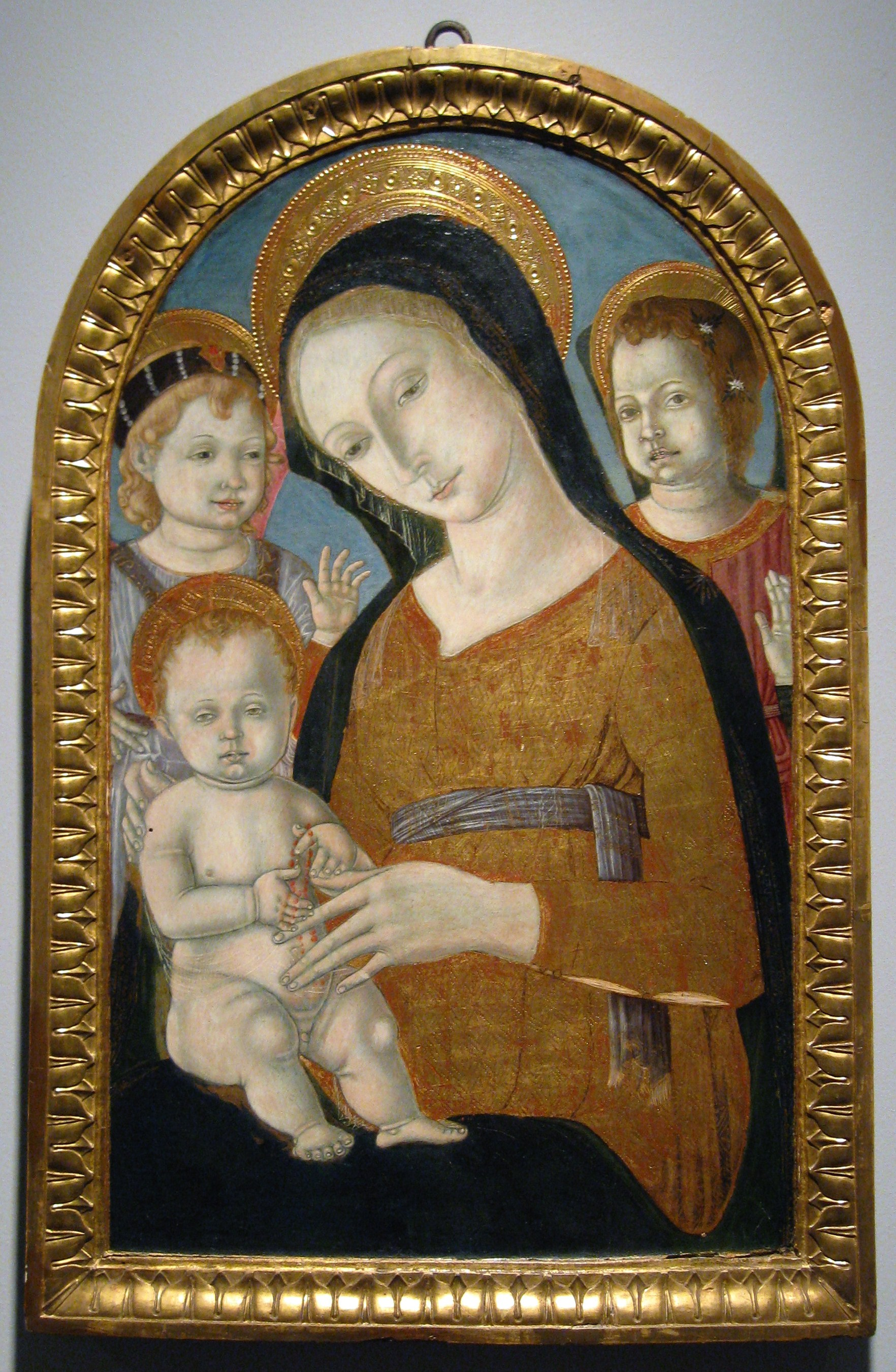
Maria mit Kind und zwei Engeln, Matteo di Giovanni, um 1485–1490.
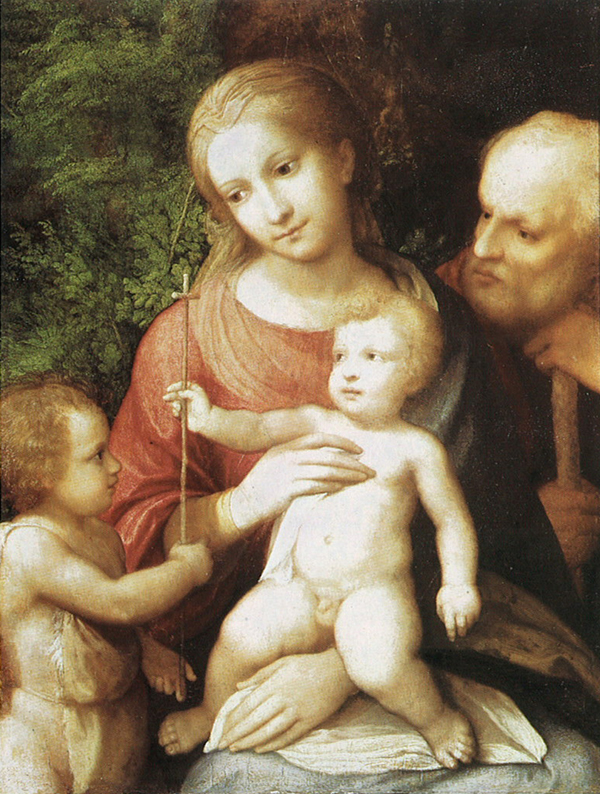
Maria mit Kind, heiliger Joseph und Johannesknaben, Correggio, um 1520.
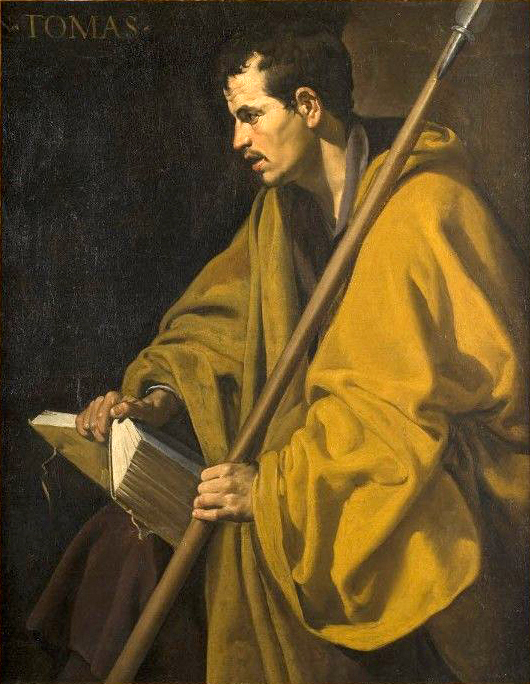
Heiliger Apostel Thomas Diego Vélazquez, um 1619–1620.
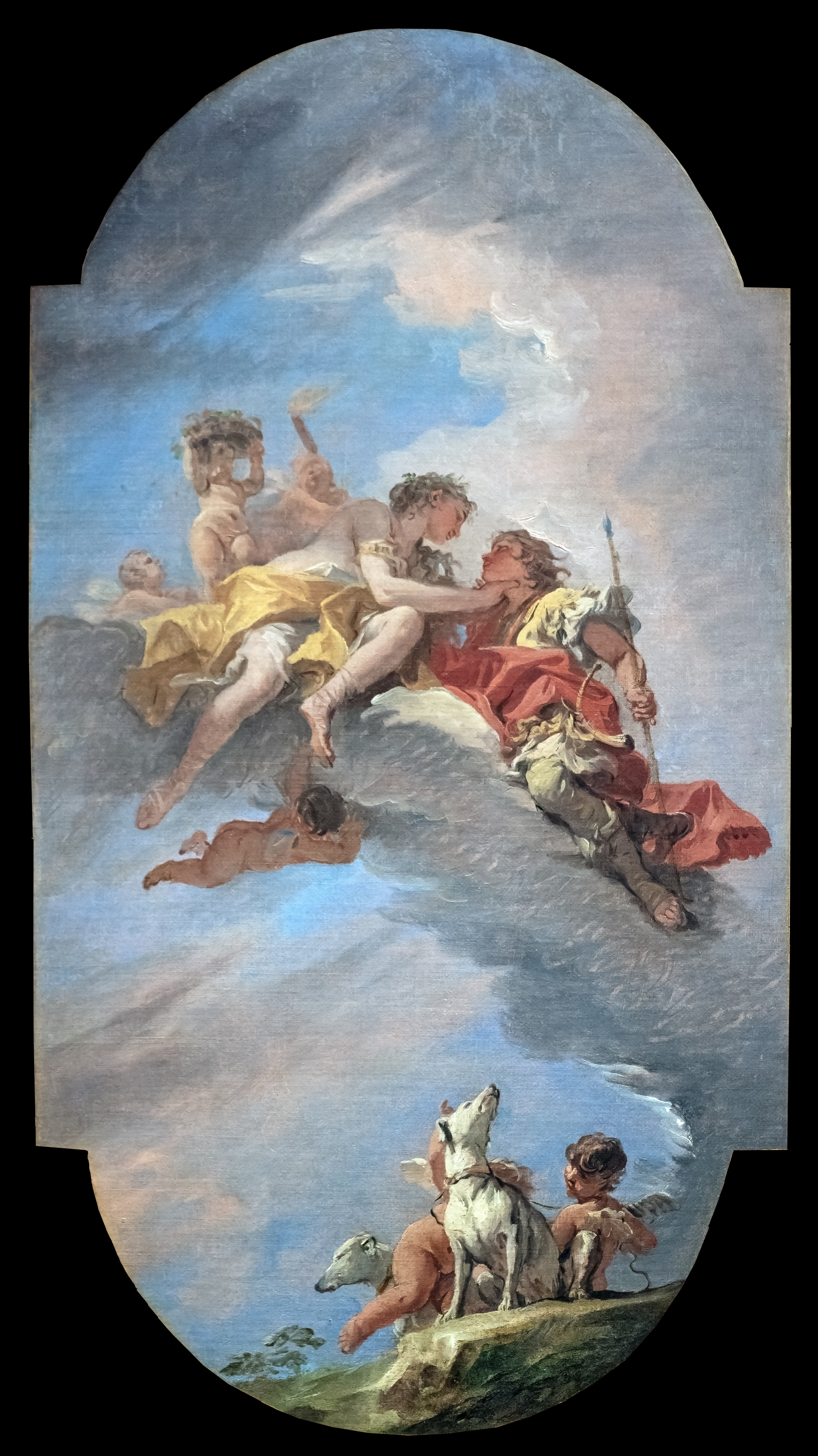
Venus und Adonis, Sebastiano Ricci, 1705–1706.
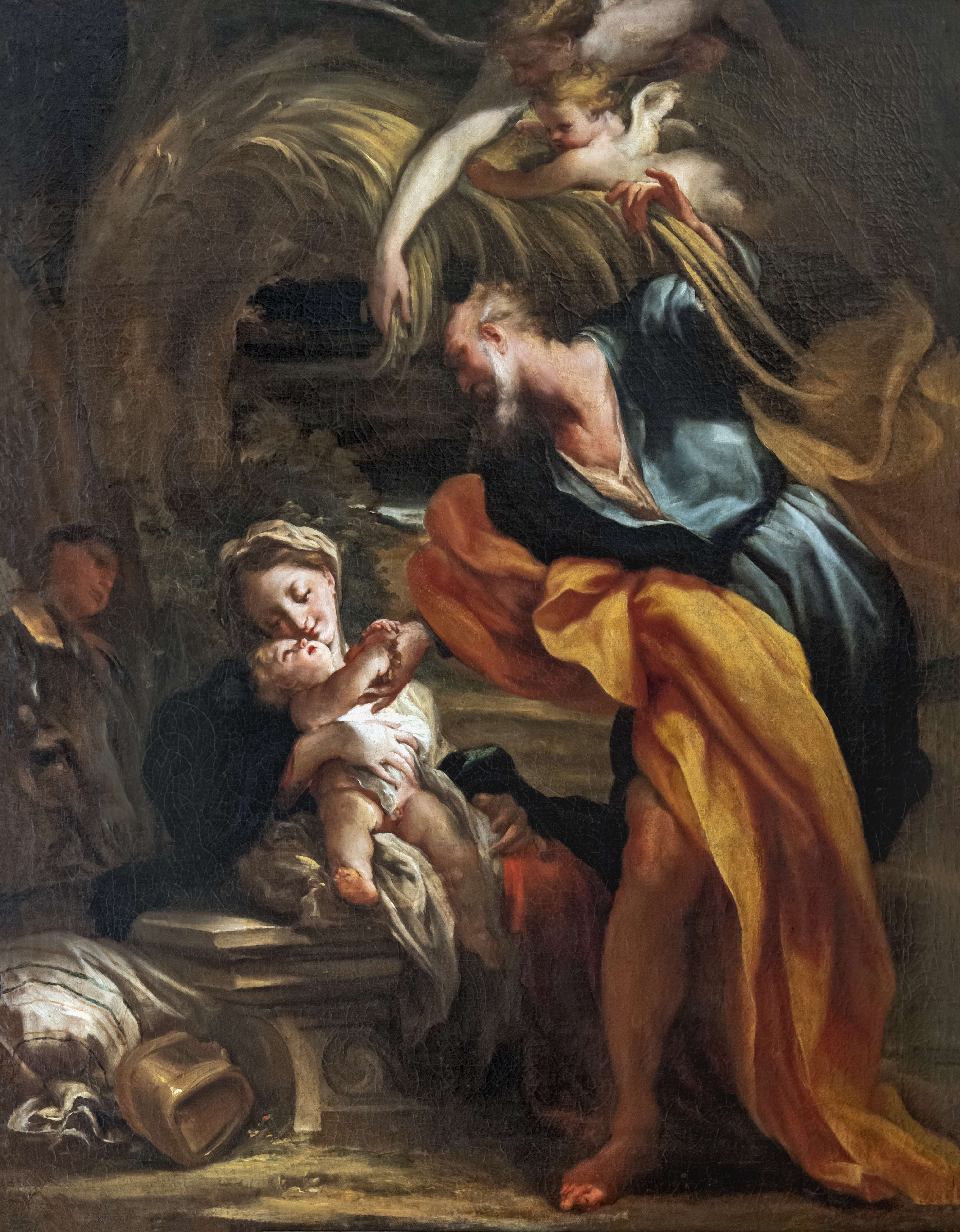
Die Rast auf der Flucht nach Ägypten, Gregorio De Ferrari, um 1675.

#### Schule des Nordens

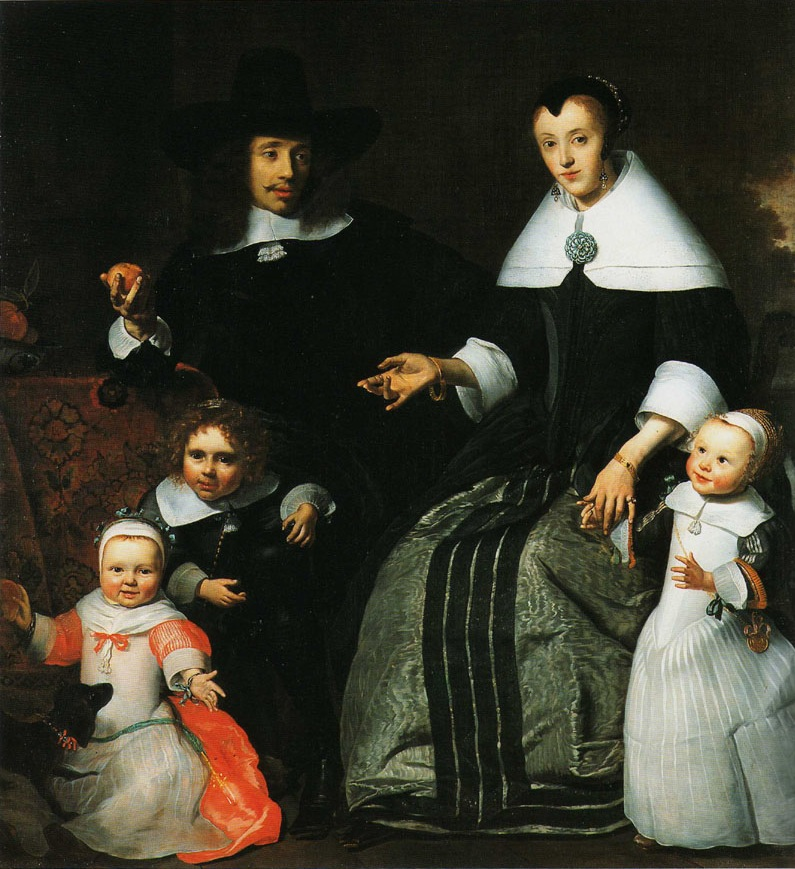
Cornelis Bisschop, Familienporträt, um 1660.

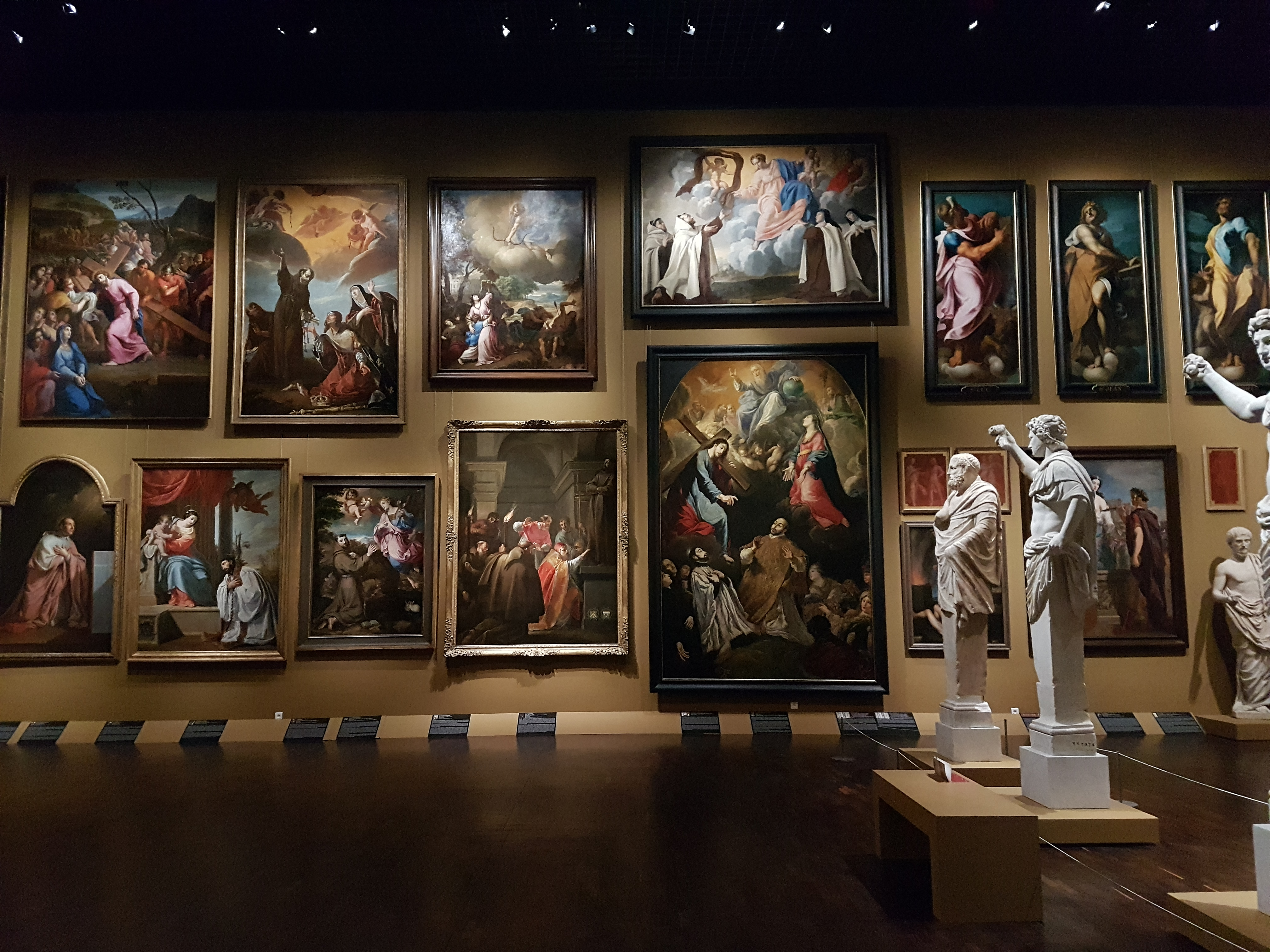
Der Raum mit den großformatigen Werken des 17. und 18. Jahrhunderts.

Zur Schule des Nordens (Deutschland, Flandern, Niederlande) zählt ein Werk von Marinus van Reymerswaele und verschiedene anonyme Werke der flämischen Renaissance. Doch insbesondere das 17. Jahrhundert ist zahlreich mit Werken von Antonis van Dyck (Kopf eines alten bärtigen Mannes, Skizze zu Abraham und Isaak, das sich in der Nationalgalerie in Prag befindet), Hendrick van Balen, Gillis Mostaert, Jan Brueghel der Ältere, Jan Bruegel der Jüngere, Joos de Momper (Landschaft im Winter, in Zusammenarbeit mit Jan Brueghel dem Älteren), Bartholomeus Breenbergh, Gerard Seghers, Gérard de Lairesse (Die vier Lebensalter der Menschheit, vier Grisaillen, inspiriert von den Metamorphosen von Ovid), Ferdinand Bol, Nicolaes Maes, Jacob van Ruisdael (Die Herde auf der Brücke), Salomon de Bray, Lambert Doomer (Porträt von François Wijnants und von Alida Essingle als Elkana und Hanna bekommen den Segen von Eli, Familienporträt einer Apothekersfamilie aus Amsterdam), Emmanuel De Witte (Interieur eines Tempels) vertreten.
Die Sammlung der nordischen Schule ist bearbeitet und analysiert von Eric Moinet im Jahr 1996 in den Mémoires du Nord.

#### Französische Schule
Ein wichtiger Teil der französischen Sammlung entstand zwischen dem 16. Jahrhundert und dem 18. Jahrhundert. Ein Beispiel ist Martin Fréminet, der mit einem Ensemble von acht Malereien aus dem Château de Richelieu vertreten ist. Die Gemälde zeigen die Evangelisten und die vier Kirchenväter. Außerdem sind Gemälde von Claude Vignon und Claude Deruet (ein Ensemble von vier Gemälden, die die vier Elemente zeigen und auch aus dem Château de Richelieu stammen) vorhanden. Das Museum beherbergt eine schöne Kopie eines verlorenen Gemäldes von Georges de La Tour (Heiliger Sebastian umsorgt von der Heliigen Irene). Ferner sind Gemälde von Louis de Boullogne, Philippe de Champaigne, Jean-Baptiste de Champaigne, Nicolas de Plattemontagne, Lubin Baugin (Christus wird von zwei Engeln beweint), Louis Le Nain (Bacchus enteckt Ariadne auf Naxos, 1630, eines von drei mythologischen Bildern der Brüder Le Nain), Sébastien Bourdon (Das Opfer der Iphigenie um 1645), Laurent de La Hyre, Pierre Dupuis, Charles de La Fosse, Pierre Patel (zwei Landschaften), Nicolas de Largillierre, François de Troy, Jean-François de Troy, Pierre Subleyras, Antoine Watteau (Die Skulptur, Tondo), Jean-Baptiste Oudry, Jean-Marc Nattier (Porträt von Henriette de France als Flora), Charles-Joseph Natoire, Jean-Baptiste Perronneau (mehrere Porträts des Malers der Oberschicht von Orléans im 18. Jahrhundert), François Boucher (Die Mühle von Charenton), Claude Joseph Vernet (Blick auf die Kaskaden von Tivoli und die Frauen beim Fischfang), Hubert Robert, Jean-Baptiste Greuze und Élisabeth Vigée Le Brun vorhanden.
Die Sammlung wurde in einem Katalog von Eric Moinet und Annick Notter publiziert.

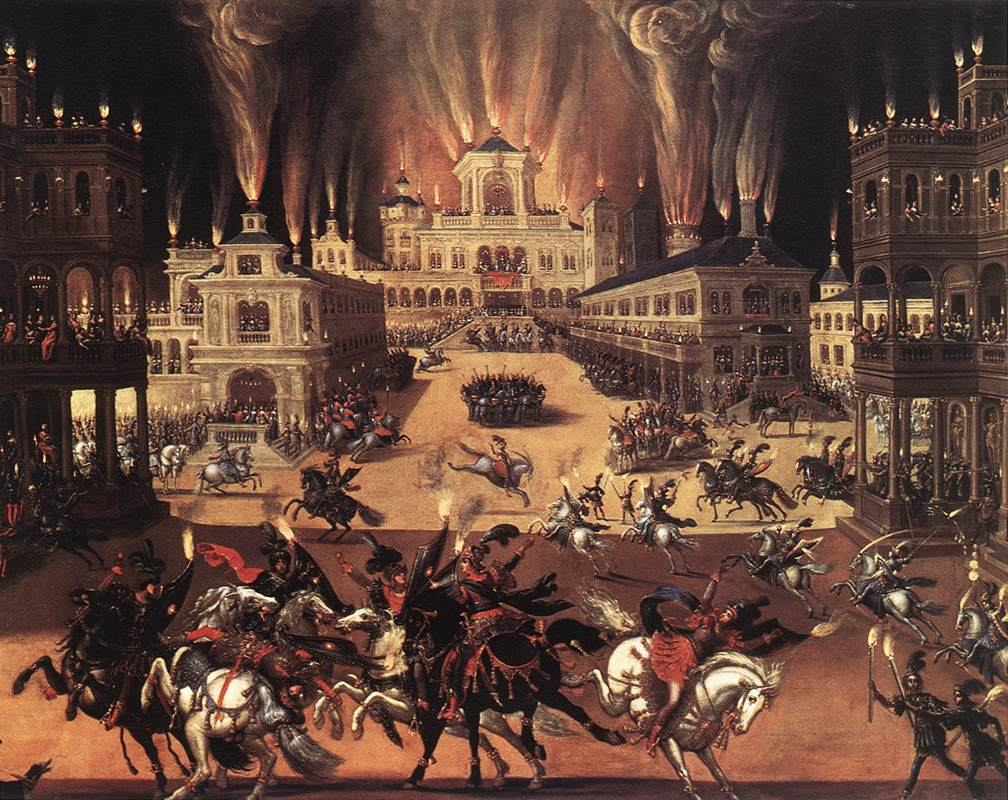
Allegorie des Feuers, Claude Deruet, vor 1642.
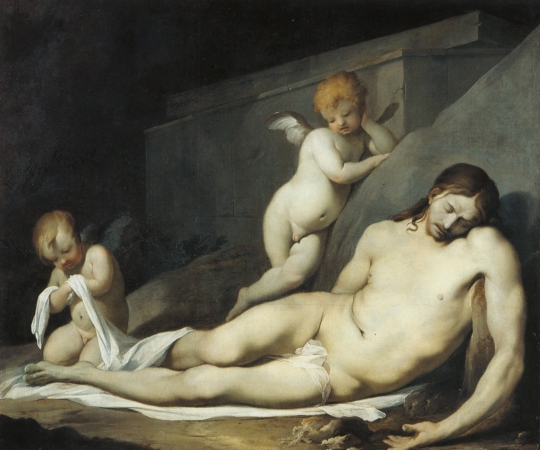
Christus wird von zwei Engeln beweint, Lubin Baugin, um 1645–1655.
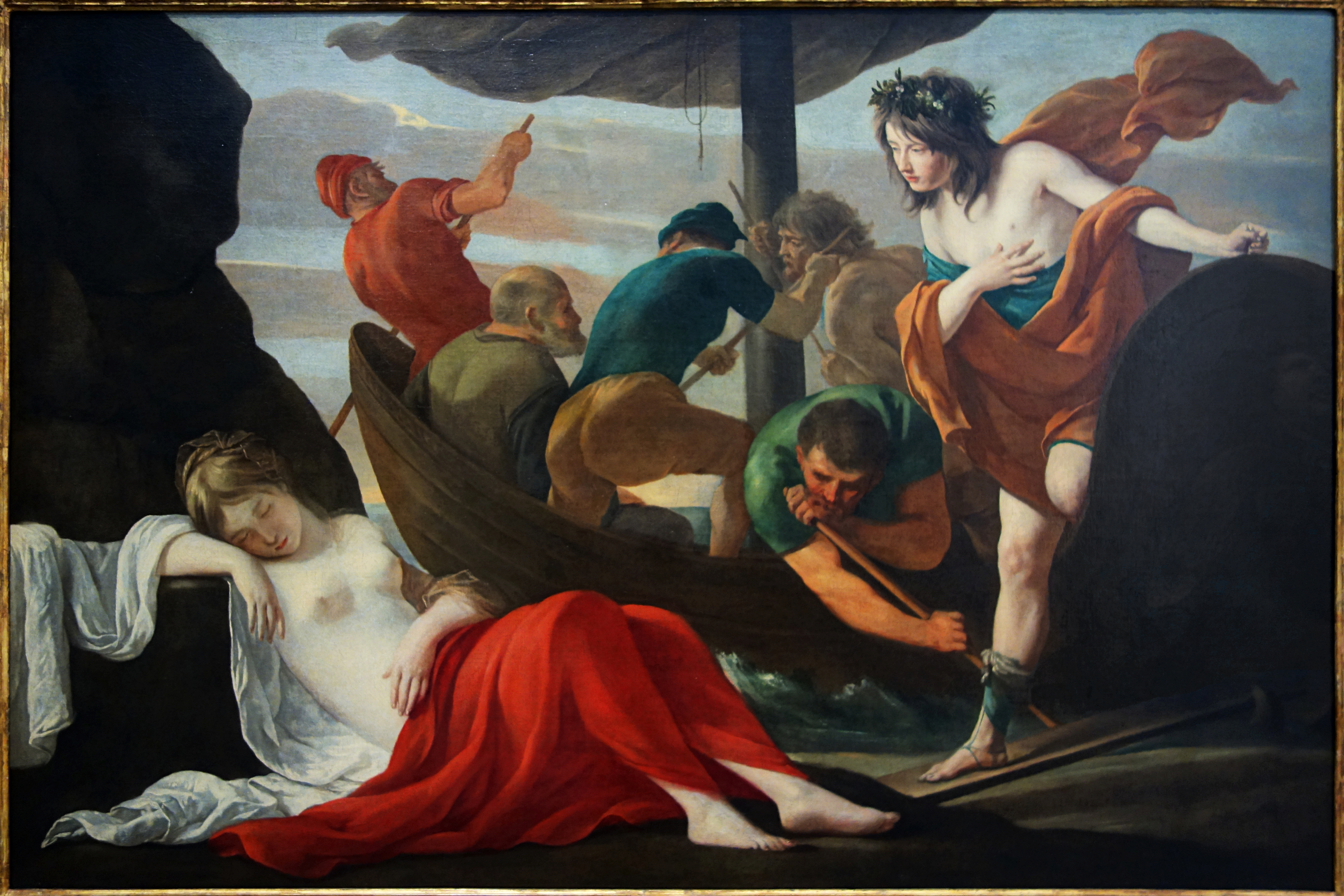
Bacchus entdeckt Ariadne auf Naxos, Brüder Le Nain, vers 1635.
Die Skulptur, Antoine Watteau, um 1710.

#### Malerei des 19. und 20. Jahrhunderts
Das Museum bewahrt zahlreiche Gemälde des 19. Jahrhunderts, hauptsächlich aus Frankreich. Darunter befinden sich Werke von Alexandre Antigna, Pierre-Narcisse Guérin, Léon Cogniet (mit zahlreichen Werken), Pierre Paul Prud’hon, Théodore Géricault, Eugène Delacroix (Kopf einer alten Frau, Studie für eine Szene des Massakers von Scio, 1824), William Etty, Théodore Chassériau, Camille Corot, Gustave Courbet (Die Welle), Jean-Paul Laurens, Félix Ziem, Eugène Boudin und Paul Gauguin (Die Fête Gloanec).
Die Sammlung des 20. Jahrhunderts besteht aus Werken von Maurice Denis (Jeanne d'Arc bei der Krönung von Karl VII, 1920), Louis-Joseph Soulas, André Lhote, Pablo Picasso, Chaïm Soutine, Moïse Kisling, Maurice de Vlaminck, Tamara de Lempicka (Saint-Moritz), Jean Hélion (Gesehenes im Mai 1968–1969), Simon Hantaï, Jacques Monory, Bernard Rancillac, Maurice Asselin, Yvette Alde, Jean-Jacques Morvan.

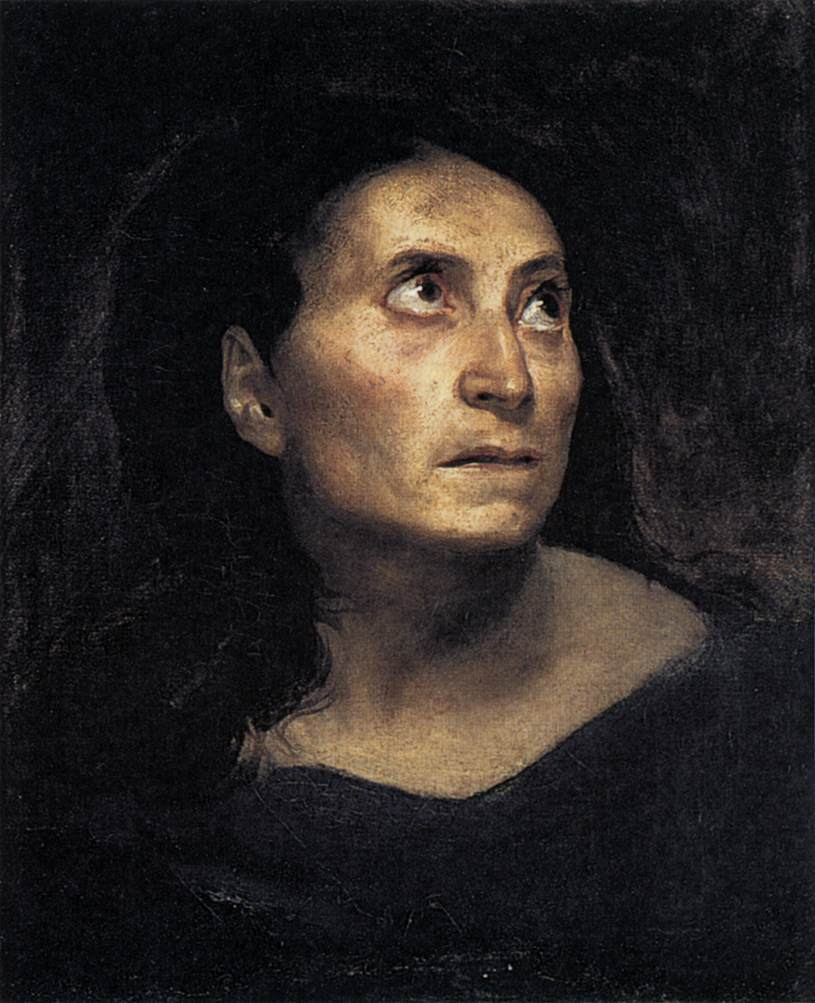
Kopf einer alten Frau, Eugène Delacroix, 1824.
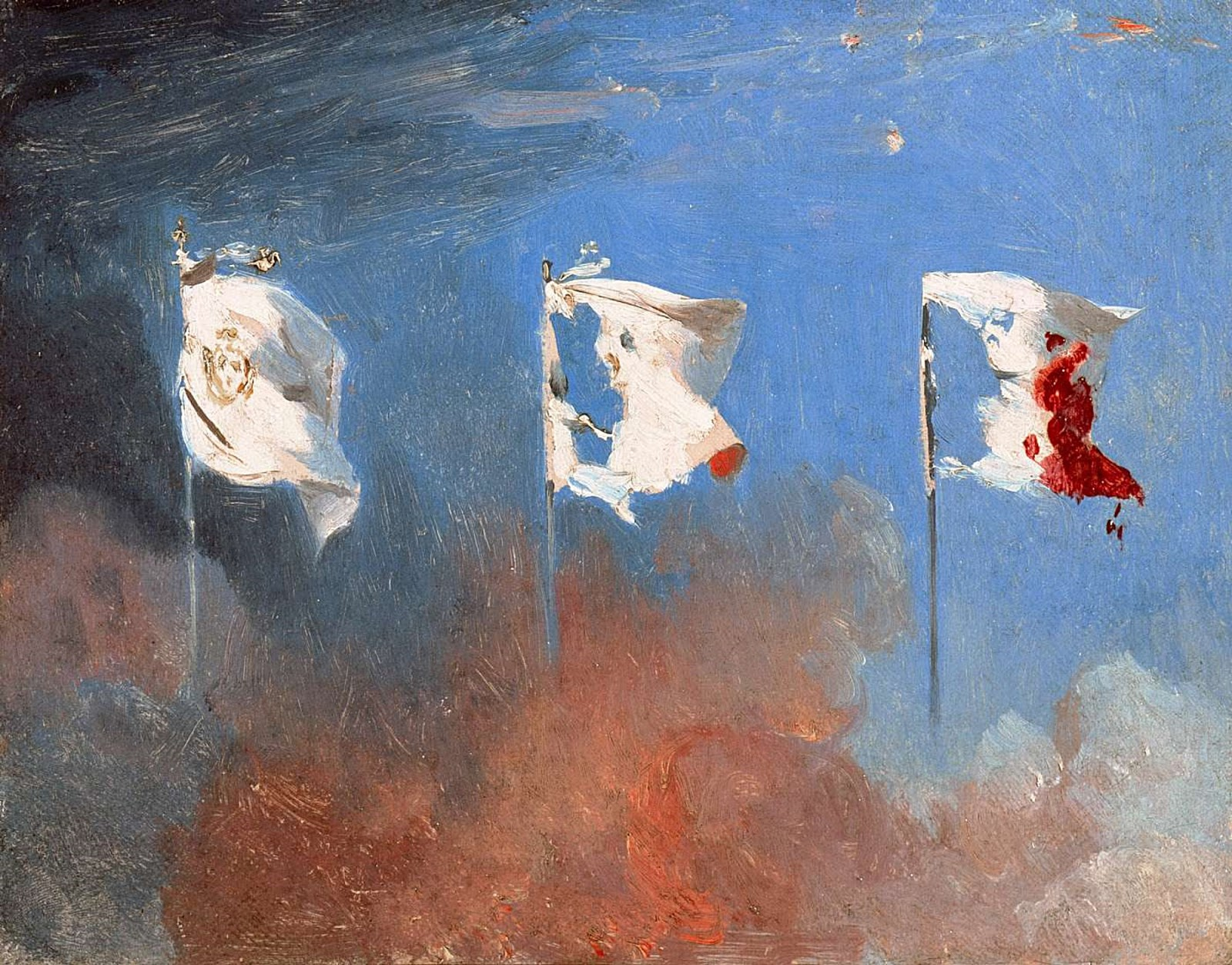
Szene des Juli 1830 genannt die Fahnen, Léon Cogniet.
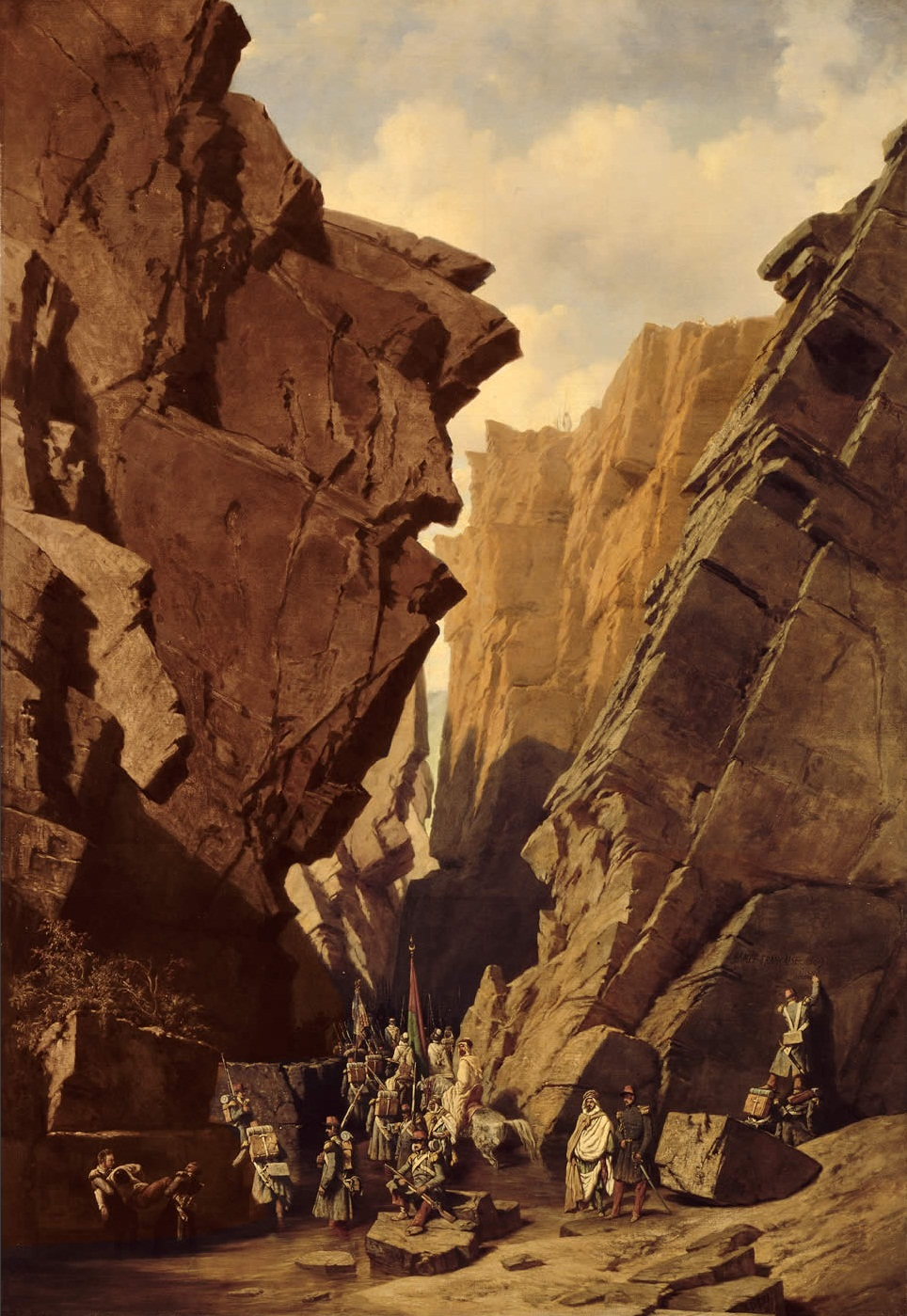
Die Passage durch die Portes de fer in Algerien, am 18. Oktober 1839, Adrien Dauzats, 1840.
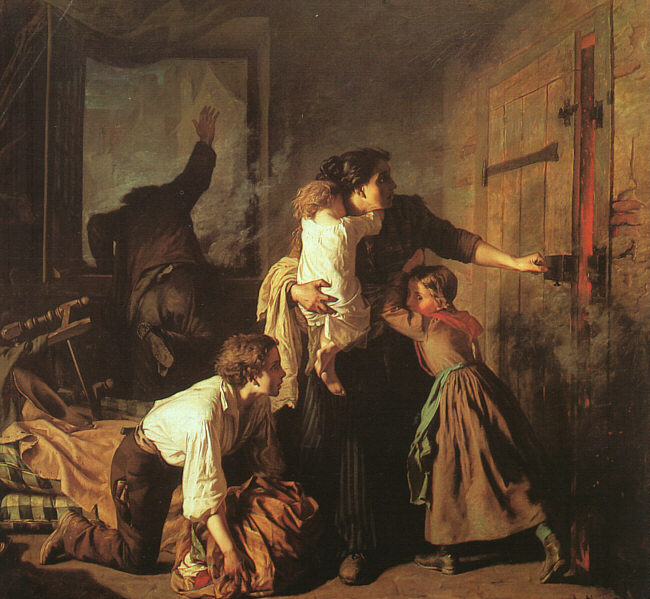
Zimmerbrand, Alexandre Antigna, 1850–1851.
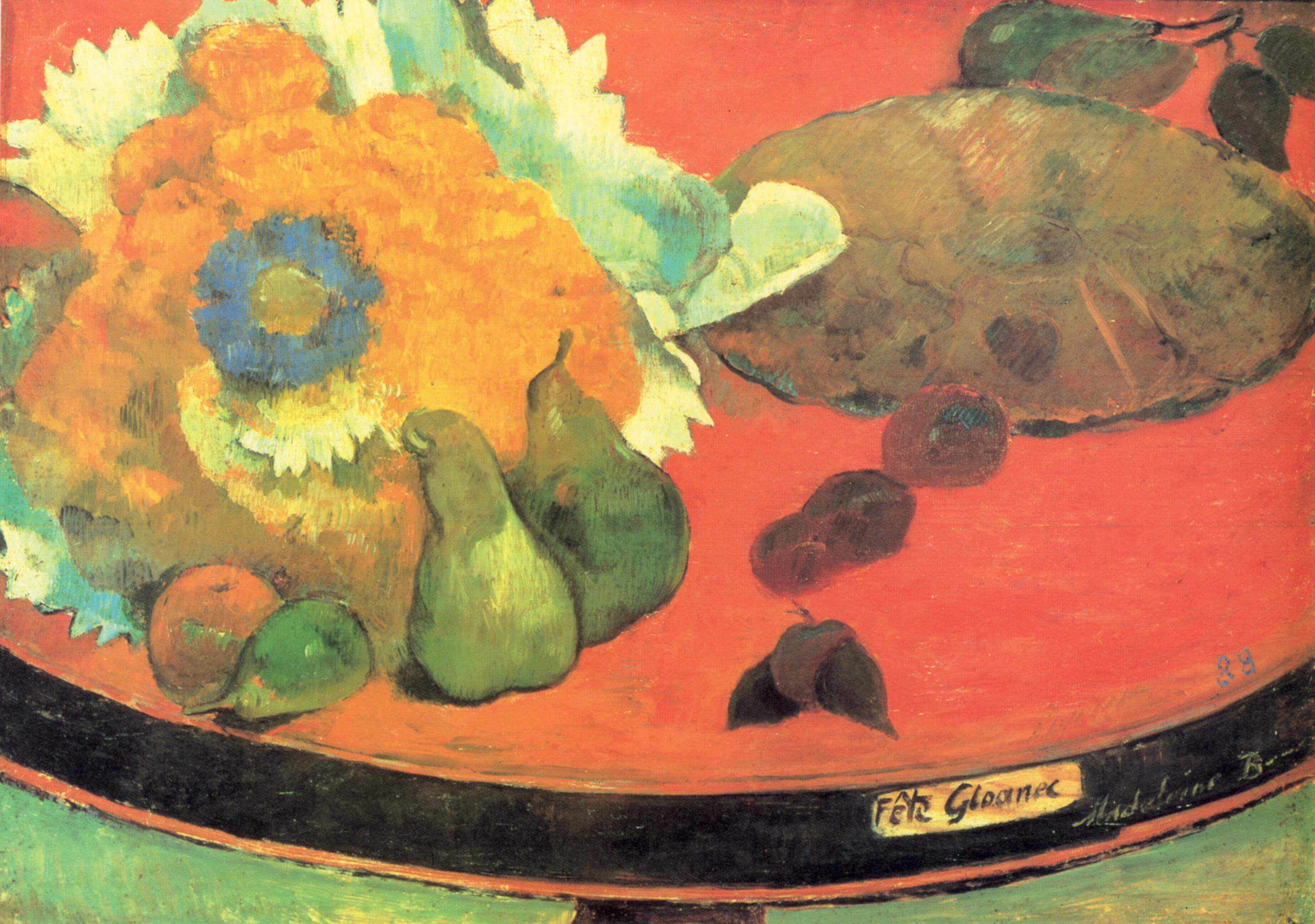
Die Fête Gloanec, Paul Gauguin, 1888.

### Skulptur
In der Sammlung der Skulpturen befinden sich unter anderem Werke von Baccio Bandinelli (Die Geißelung Christi, Bas-Relief aus Marmor aus der Kapelle des Schloss Dampierre-en-Burly), von Jean-Antoine Houdon (Büsten von La Fontaine, Molière, Voltaire und Rousseau) und von Jean-Baptiste Pigalle. Außerdem gibt es einen Raum, der komplett dem romantischen Bildhauer Henri de Triqueti gewidmet ist. Außerdem gibt es moderne Werke von Henri Gaudier-Brzeska, Auguste Rodin, Antoine Bourdelle, Aristide Maillol, Ossip Zadkine und Pablo Picasso.

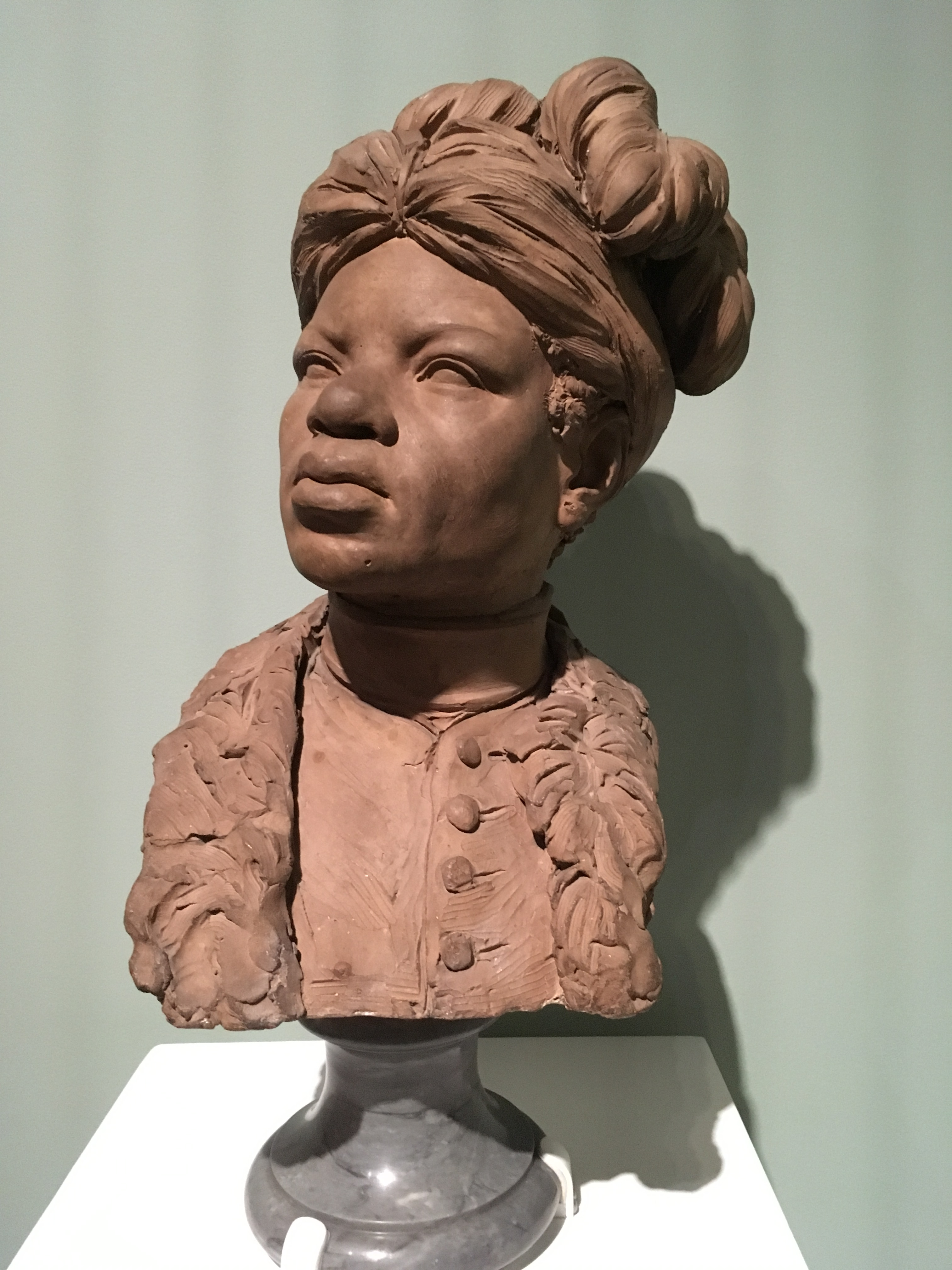
Jean-Baptiste Pigalle, Büste von Paul, farbiger Page von Desfriches, 1760, Terrakotta.
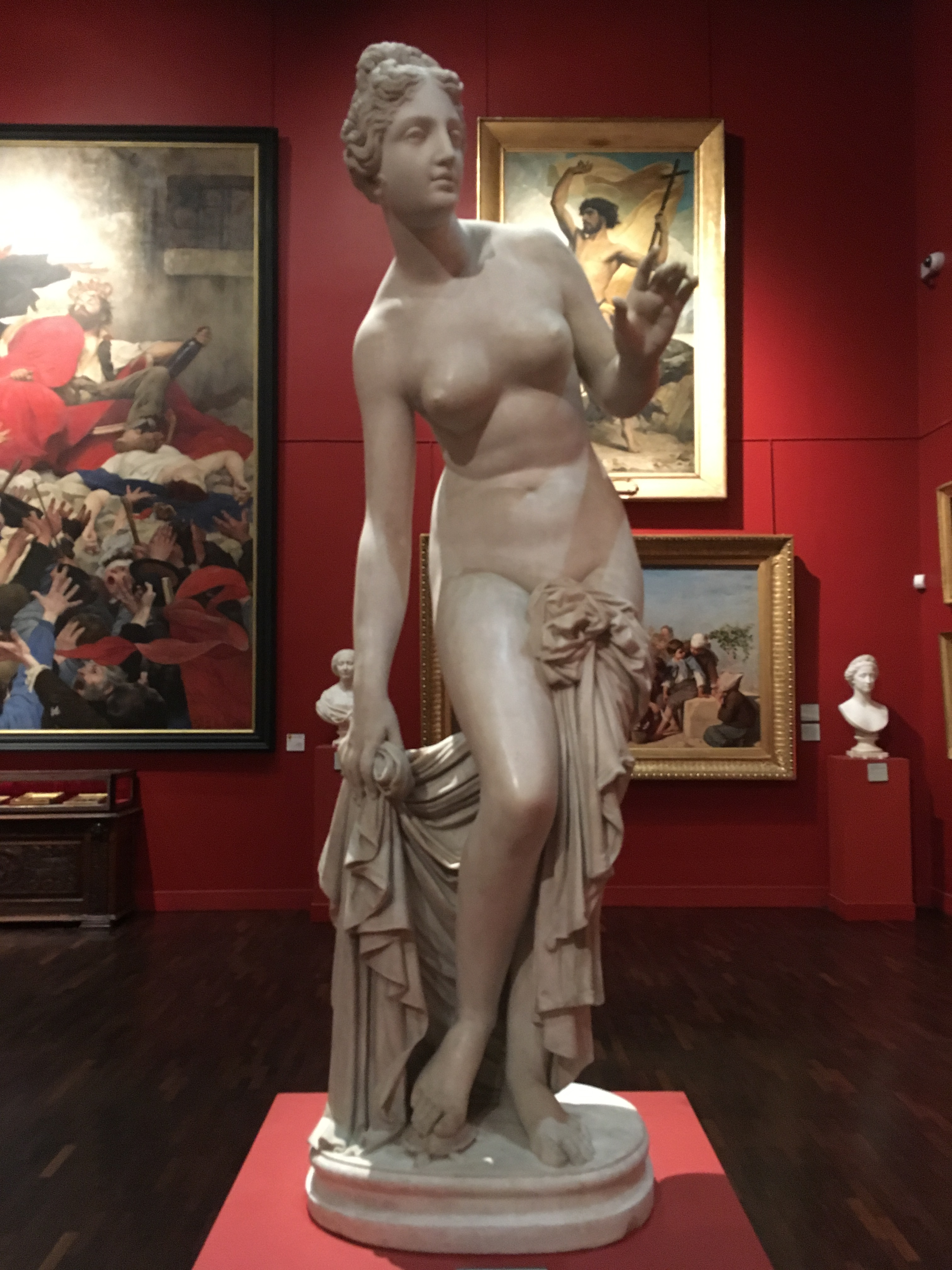
James Pradier, Venus wird im Bade überrascht, 1829, Marmor.
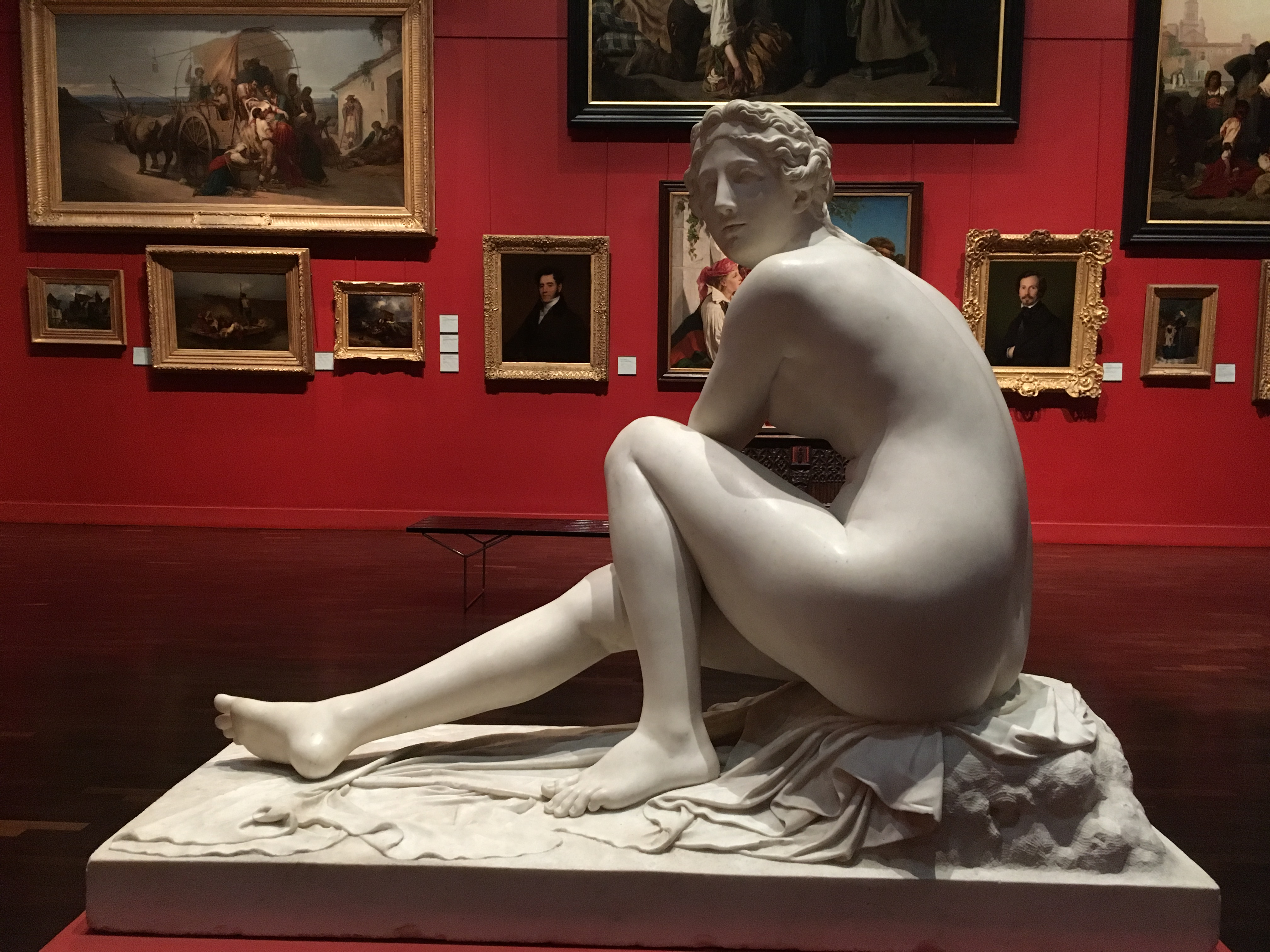
Johann Dominik Mahlknecht, Venus im Bade, Salon von 1831, Marmor.
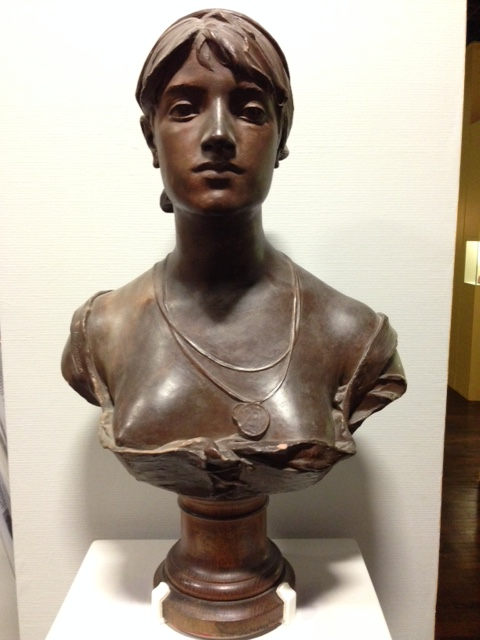
Alfred-Désiré Lanson, Die Aragoneserin, glasierte Terrakotta.
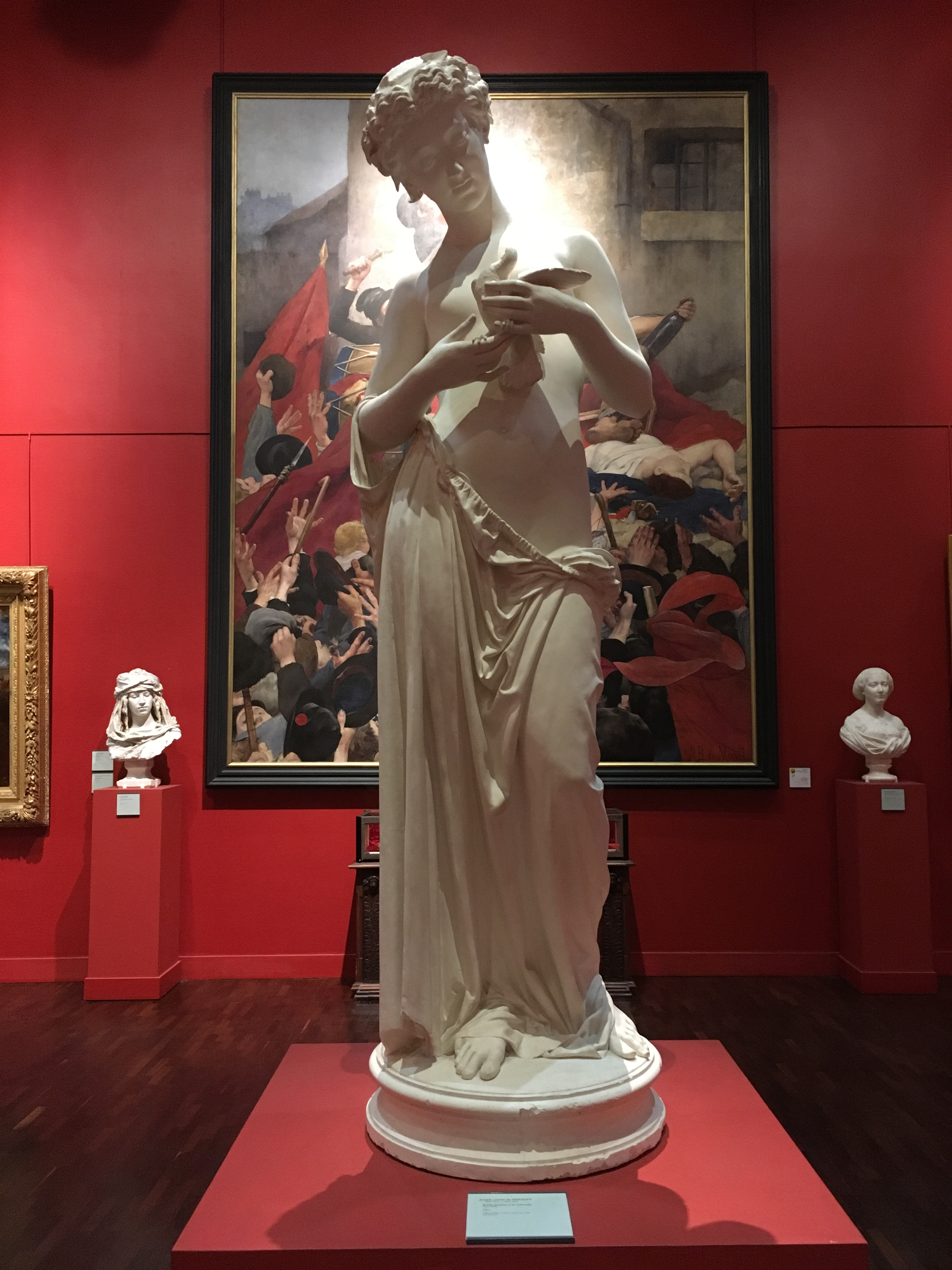
Joseph, Graf von Nogent, Junge Frau mit Taube, um 1860, Marmor.
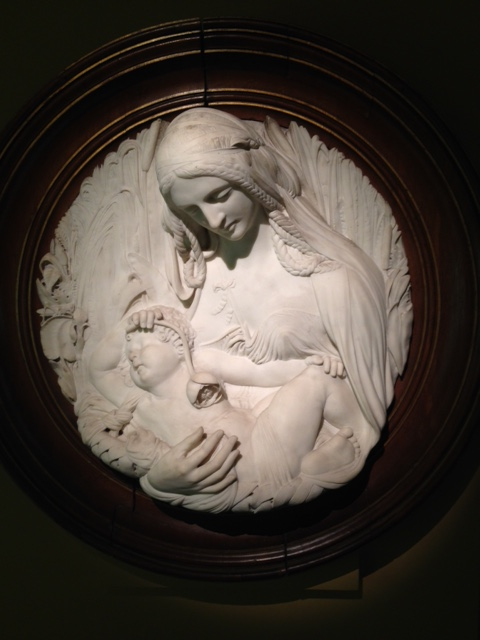
Henri de Triqueti, Moses im Nil ausgesetzt, Marmor.

### Zeichnungen und Pastelle
Unter den 10.000 Werken, die im Grafikkabinett bewahrt werden, befinden sich Zeichnungen von Tizian, Fra Bartolomeo, Federico Barocci, Hendrik Goltzius, Guercino, von Salvator Rosa, von Annibale Carracci, Agostino Carracci, Luca Giordano, Jacob Jordaens, Claude Lorrain, Laurent de La Hyre, Giambattista Tiepolo, François Boucher, Charles-Joseph Natoire, Jean-Honoré Fragonard, Hubert Robert, Jacques-Louis David, Jean-Marie Delaperche, Jean Auguste Dominique Ingres, Richard Parkes Bonington, Théodore Géricault, Camille Corot, Gustave Courbet, Johan Barthold Jongkind und Max Jacob. Die reichhaltige Pastellsammlung ist versehen mit Werken der größten Pastellisten des 18. Jahrhunderts: Charles-Antoine Coypel, Jean-Baptiste Chardin, Maurice Quentin de La Tour, Jean-Baptiste Perronneau und Jean-Marc Nattier.
Die Sammlung der Zeichnungen war Mittelpunkt der wichtigen Ausstellung mit einem Katalog für die italienischen Werke unter der Direktion von Eric Pagliano. Die französischen Zeichnungen wurden nur teilweise publiziert: Im Jahr 2006 von Mehdi Korchane für den Zeitraum des 18. Jahrhunderts und des 19. Jahrhunderts. Für das 17. Jahrhundert wurde im Jahr 2018 unter Corentin Dury ein Katalog erstellt. 2020 wurden die 91 Zeichnungen von Jean-Marie Delaperche unter der Direktion von Olivia Voison bearbeitet.

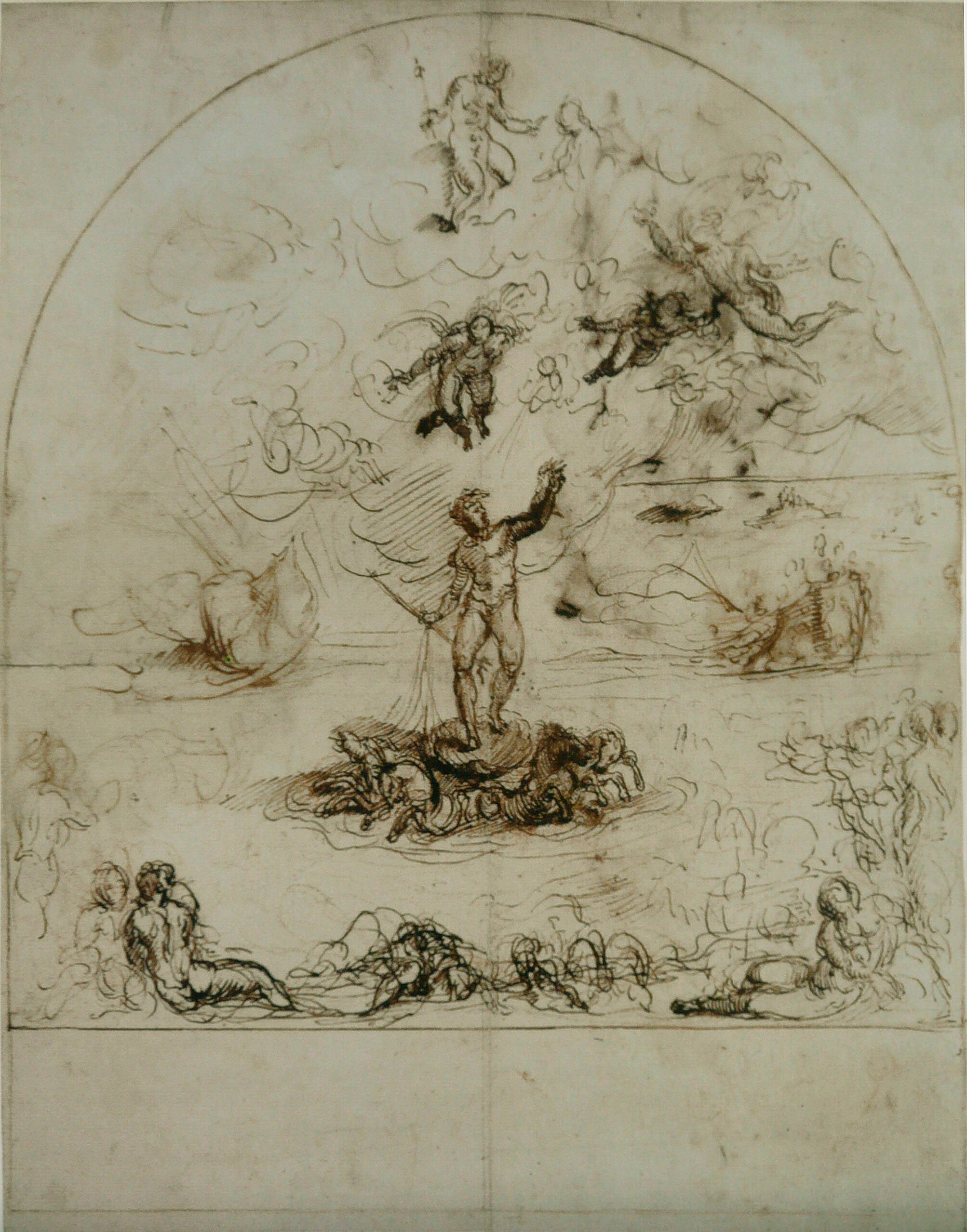
Neptun jagt die Wolken und beruhigt die Flotten (Quos Egos), Agostino Carracci, 1590er Jahre.
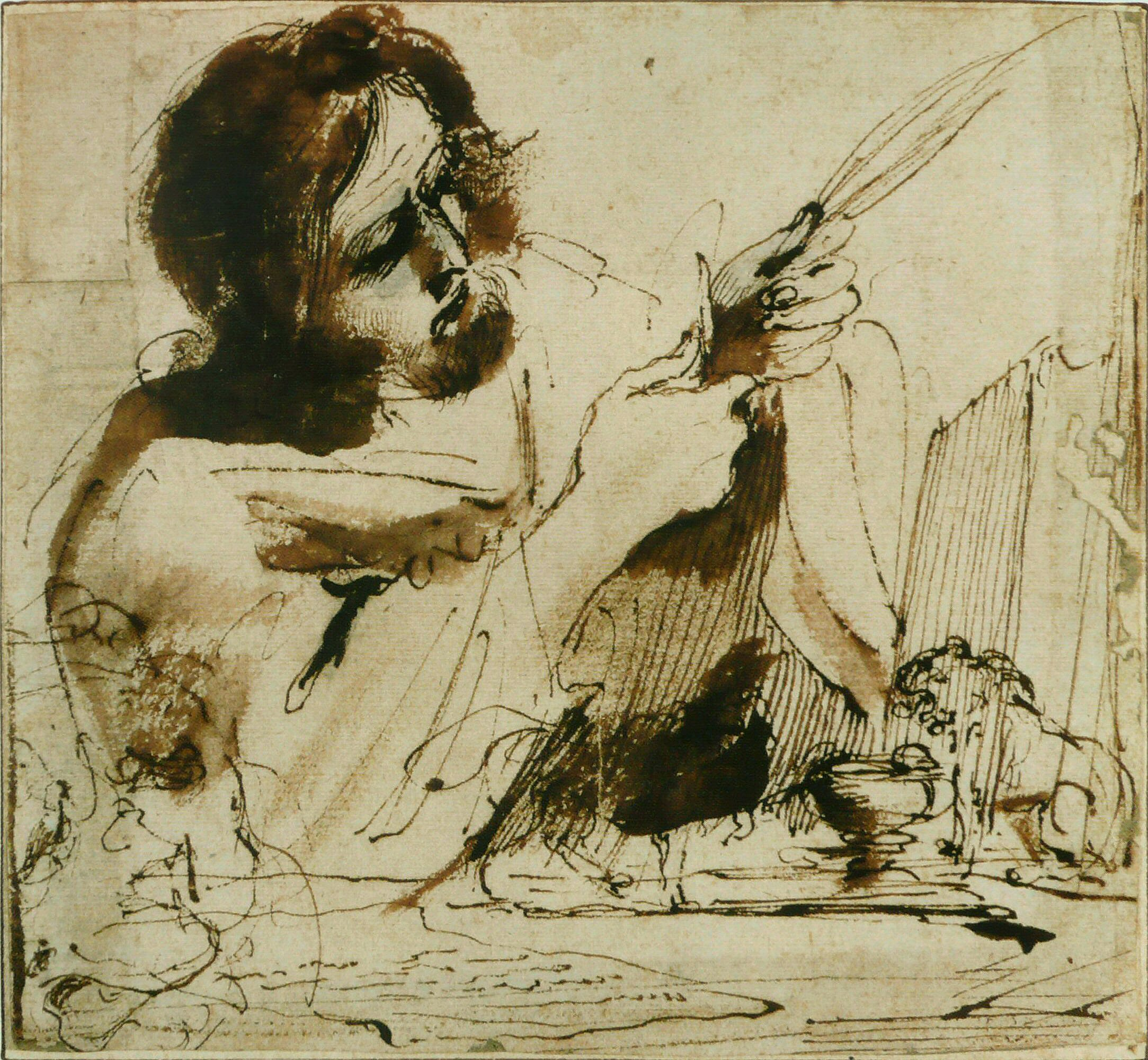
Heiliger Marc spitzt seine Feder, um zu schreiben, Guercino, 17. Jahrhundert.
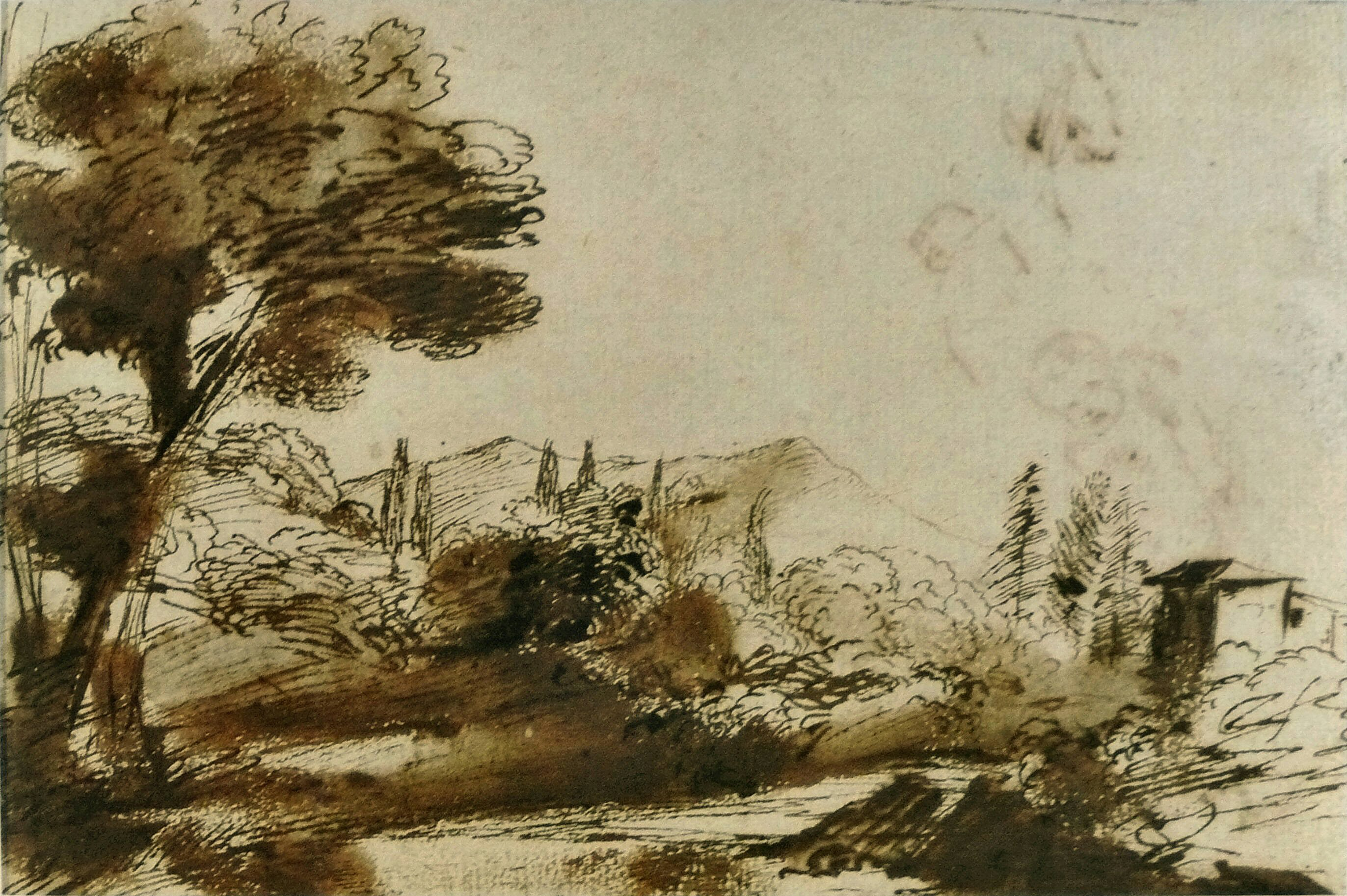
Bewaldete Landschaft mit Bauernhof, Pier Francesco Mola, 1640er Jahre.
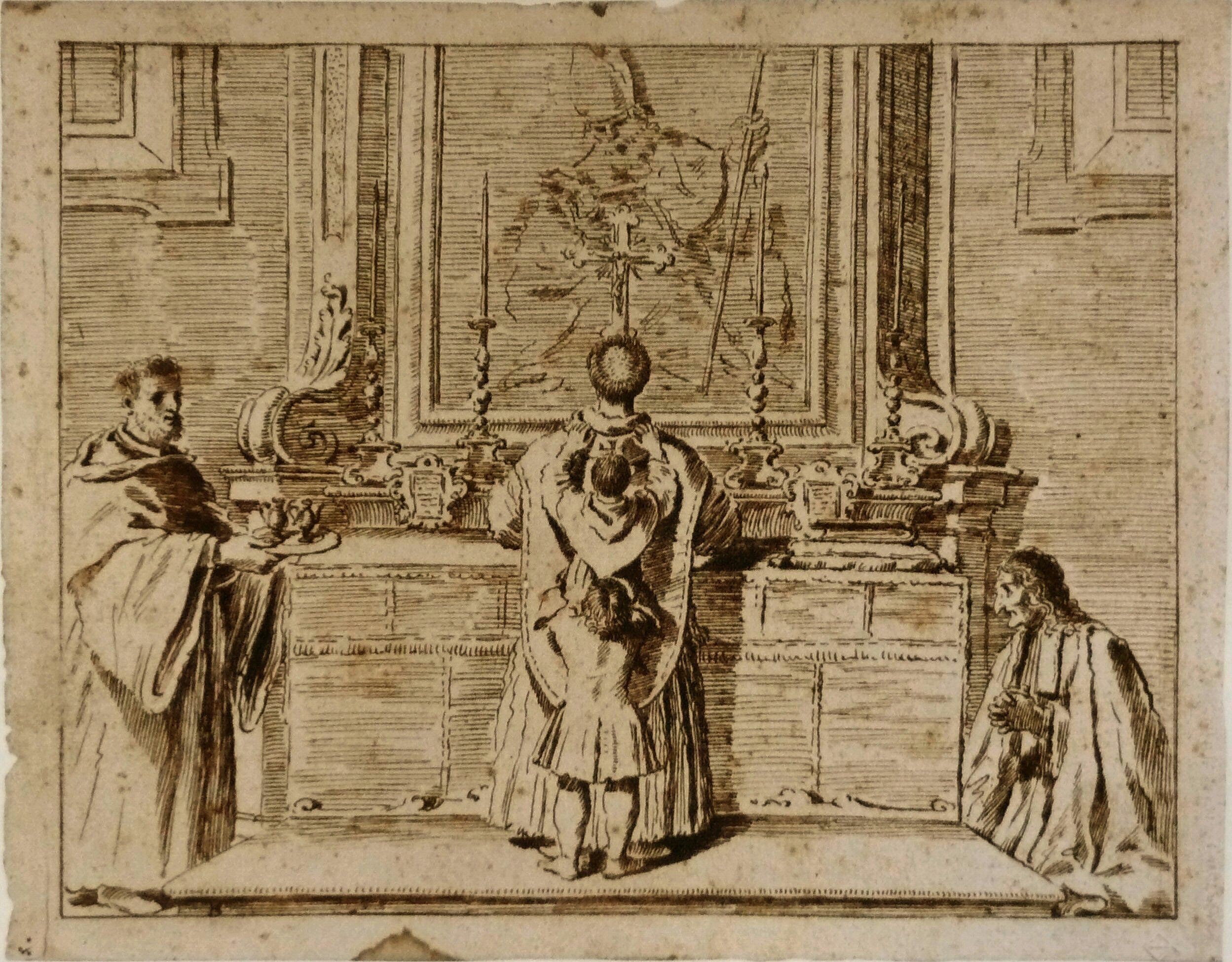
Priester und Gehilfe feiern die Messe, Pier Leone Ghezzi, 18. Jahrhundert.
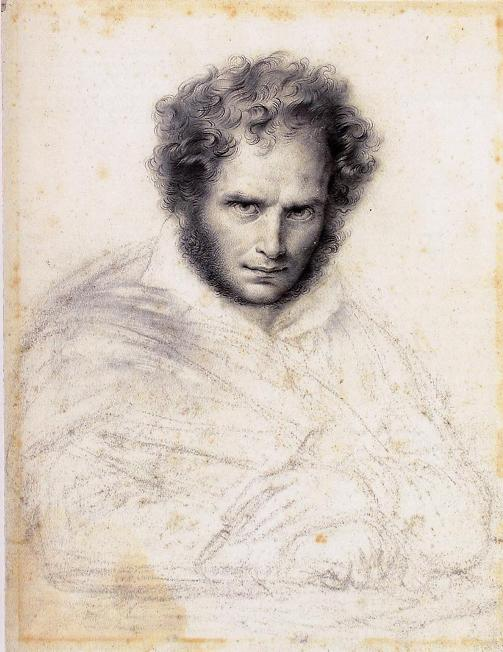
Selbstporträt, Girodet.

### Druckgraphiken
Das Musée des Beaux-Arts d’Orleans besitzt eine 50.000 Stücke umfassende Sammlung von antiken und modernen Druckgraphiken. Unter den Meisterwerken der Sammlung befindet sich auch ein seltener Druck von Albrecht Dürer, Samson tötet den Löwen (um 1497–1499).

## Bibliographie
- Voisin, Olivia, 1982- et Musée des beaux-arts d’Orléans, Jean-Marie Delaperche: Orléans, 1771-Paris 1843: un artiste face aux tourments de l'histoire, ISBN 978-94-6161-574-9, OCLC 1142207709.
- Dury, Corentin, et Musée national de Port-Royal des Champs, Le Dessin à Port-Royal. Traits divins: dessins français du musée d’Orléans: XVII, ISBN 978-94-6161-442-1, OCLC 1031417797.
- Korchane, Mehdi., Musée des beaux-arts d'Orléans. et Musée Jenisch., Entre Lumières et Romantisme: dessins du Musée des Beaux-Arts d’Orléans, Somogy, 2006, ISBN 978-2-7572-0023-0, OCLC 76949053.
- Pagliano, Eric., De Venise à Palerme: dessins italiens du Musée des Beaux-Arts d’Orléans. XV-XVIII siècle, Somogy, 2003, ISBN 978-2-85056-655-4, OCLC 54400601.
- Musée des beaux-arts d'Orléans., Les Maîtres retrouvés: peintures françaises du XVII du musée des Beaux-Arts d’Orléans, Somogy, 2002, ISBN 978-2-85056-590-8, OCLC 52090770.
- Musée des beaux-arts de Tours., Musée des beaux-arts d’Orléans., Musée des beaux-arts de Chartres. et Association des conservateurs de la région Centre (France), Italies: peintures des musées de la région Centre, Somogy, 1996, ISBN 978-2-85056-257-0, OCLC 37748676.
- Musée des beaux-arts d'Orléans., Mémoire du Nord: peintures flamandes et hollandaises des musées d’Orléans, Musée des beaux-arts d’Orleans, [1996?], ISBN 978-2-910173-05-0, OCLC 35632800.
- Musée des beaux-arts d’Orléans, Guide des collections, dir. Isabelle Klinka-Ballesteros, Clermont-Ferrand, Un, deux... quatre éditions; Orléans, Musée des beaux-arts, 2009, 239 Seite. ISBN 978-2-35145-107-6.